# Jean-Pierre Alaux dit Ozou
Pour les articles homonymes, voir Alaux.
Ne doit pas être confondu avec Jean-Pierre Alaux (écrivain).
Jean-Pierre Alaux, dit Ozou[réf. nécessaire], né le 24 décembre 1783 à Rochefort-sur-Mer et mort le 26 janvier 1858 à Vanves est un peintre français.

## Biographie
Jean-Pierre Alaux se fit une réputation à Paris comme peintre de décors au théâtre de la Gaîté, au théâtre Feydeau, etc. Il fut, en 1827, l'inventeur du néorama, une amélioration du  diorama et du panorama : il présenta d'abord, rue Saint-Fiacre, une vue de l'intérieur de la basilique Saint-Pierre de Rome « pendant la prière du pape », puis une autre représentant l'intérieur de l'abbaye de Westminster.
Il est le frère de Jean-Paul Alaux dit « Gentil » et de Jean Alaux dit « le Romain ».